# Proporz
Proporz (von lateinisch proportio ‚Verhältnis‘) bezeichnet das Verhältnis der Angehörigen einer Gruppe und der Zahl ihrer Vertreter in einem Entscheidungsgremium.

## Begriff
Es ist eine Kurzbezeichnung für Proportionalität (Verhältnismäßigkeit) und bezeichnet damit die anteilsmäßige Beteiligung politischer Gruppierungen (Parteien) an Gremien, Regierungen und Ämtern.
Im allgemeinen Sprachgebrauch wird damit zumeist die Praxis von Regierungsparteien, besonders in Großen Koalitionen (Österreich, Deutschland) bezeichnet, entsprechend ihrem jeweiligen politischen Stärkeverhältnis Posten im öffentlichen Dienst und in der verstaatlichten Wirtschaft an Parteigänger zu vergeben.
In der Schweiz wird die große Kammer des Bundesparlaments durch Proporzwahl besetzt, während die kleine Kammer mit je zwei Vertretern der Staaten (Kanton (Schweiz)) durch Majorzwahl bestimmt wird.
Typischerweise werden Koalitionsregierungen (in etwa) proportional zur Fraktionsstärke (oder deren Stimmenanteil) der Regierungsparteien besetzt. Der Politikwissenschaftler Gerhard Lehmbruch versuchte 1967, die spezifischen Charakteristika des in Österreich und der Schweiz bestehenden politischen Systems auf theoretischer Ebene in einem Begriff zu bündeln: der Proporzdemokratie.

## Österreich
In Österreich hatte der Parteienproporz nach 1945 eine besondere Bedeutung in der Politik und allgemein bei der Besetzung öffentlicher Ämter, da auf eine ausgeglichene Verteilung Wert gelegt wurde. Ursprünglich galt der Proporz als demokratischer Stabilitätsfaktor nach den Erfahrungen des Bürgerkriegs von 1934, da er Konflikten vorbeugen und zentrifugalen Kräften in Österreich entgegenwirken sollte.
Bei der ersten österreichischen Wahl zum Wort des Jahres Ende 1999 konnte von der Jury kein Jahrhundertwort ausgemacht werden, aber Proporz wurde als „Halbjahrhundertwort“ gekürt, „da er die österreichische Politik und das Sozialleben wie kein anderer Begriff seit 1945 geprägt hat“ und „im politischen Leben zuvor ja das genaue Gegenteil der Fall war“.

### Bund
Von 1945 bis 1966 regierten durchgehend große Koalitionen. Bei Ministerien mit einem Staatssekretär war dieser meist aus dem anderen Lager als der Minister. 1949 wurde der Proporz auf jene Führungsriegen ausgedehnt, die der verstaatlichten Industrie vorstanden. Nach dem großen Erfolg des rechten Verbandes der Unabhängigen (VdU) in der Wahl 1949 wandten die „großen Zwei“ (SPÖ und ÖVP) das Proporzsystem auf allen administrativen Niveaus an, auch um das Potential des VdU zu begrenzen. Dies umfasste auch die österreichische Sozialpartnerschaft mit ihren vier Hauptorganisationen: den ÖVP-geführten Wirtschaftskammer und Landwirtschaftskammer, und den SPÖ-geführten Gewerkschaftsbund und Arbeiterkammer, sowie auch die staatlichen Medien.
In der 1958 gegründeten österreichischen Rundfunk Ges. m. b. H. war mit zwei Mann von der SPÖ und zwei Mann von der ÖVP besetzt, wobei der Hörfunk einen schwarzen Direktor und das anfangs unterschätzte Fernsehen einen roten Direktor hatte. In wichtigen Fragen war eine einstimmige Entscheidung nötig. Nachdem man die meinungsbildende Wirkung des Fernsehens allgemein erkannt hatte, begann man um den Einfluss dort zu ringen. Als gemeinsame Lösung wurde 1963 bei den Koalitionsverhandlungen zur Regierung Gorbach II ein Geheimpapier ausgehandelt, nachdem jeder leitende Posten bei Rundfunk und Fernsehen doppelt besetzt werden sollte: Ein roter Leiter und ein schwarzer Stellvertreter, oder umgekehrt. Nachdem der Text dem Kurier zugespielt worden war, initiierte dieser das Rundfunkvolksbegehren 1964, um den ORF von der Einflussnahme der Parteien zu befreien. Da jede Partei um ihren Einfluss fürchtete, gelang die Umsetzung aber erst 1966 unter der ÖVP-Alleinregierung Klaus II.
Die Kritiker des Proporzes beklagten eine Parteibuchwirtschaft, die Konsenspolitik und eine drohende Depolitisierung in der Großen Koalition: Sie verkruste, vegetiere lustlos vor sich hin und verlöre jegliche Eigendynamik und Zündstoff. „Die Konversion von solidarischem in individuelles Handeln bringt einen Abzug von Energie vom Schlachtfeld und Marktplatz der Politik mit sich.“ Es stelle sich die Frage, ob Konflikte in der Demokratie als Modernisierungsfaktor förderlich seien.

### Länder
Der Proporz war Bestandteil der Landesverfassungen der meisten Bundesländer. Es handelte sich dabei um eine abgeschwächte Form der Allparteienregierung (auch: Konzentrationsregierung), wobei den im Landtag vertretenen Parteien dann automatisch ein Regierungssitz zusteht, wenn sie bei den Landtagswahlen eine bestimmte Stärke erreicht haben.
Bis 1999 hatten alle Bundesländer mit Ausnahme von Vorarlberg eine solche Regelung; im Jahr 2017 waren es nur noch zwei Länder: Niederösterreich und Oberösterreich.
Salzburg und Tirol ersetzten 1999 den Proporz durch ein System freier Mehrheits- und Koalitionsbildungen. Am 30. Juni 2011 wurde in der Steiermark (Landesregierung Voves II) der Proporz mit Beginn der Legislaturperiode 2015–2020 abgeschafft. Das Burgenland schaffte den Proporz im Dezember 2014 mit Blick auf die Landtagswahl am 31. Mai 2015 ab. Auch in Kärnten wurde die Abschaffung des Proporzes ab 2018 als Teil einer Landesverfassungsreform beschlossen. Diese wurde bereits 2013 von der Dreier-Koalition SPÖ, ÖVP und Grüne in Aussicht gestellt, im Oktober 2015 grundsätzlich beschlossen, und schließlich am 1. Juni 2017 mit der neuen Landesverfassung abgeschlossen und damit das Ende des Proporzes besiegelt.
Damit haben derzeit sieben Länder ein freies System:
- Wien (seit 1920; mit der Besonderheit der Unterscheidung in „amtsführende Stadträte“ und solche ohne Ressort)
- Vorarlberg (seit 1923)
- Tirol (seit 1999, beschlossen 1998)
- Salzburg (seit 1999, beschlossen 1998)[10]
- Steiermark (seit 2015, beschlossen 2011)
- Burgenland (seit 2015, beschlossen 2014)
- Kärnten (seit 2018, beschlossen 2017)

### Städte
Auch in den Statuten der meisten Städte ist die Vergabe der Stadtratposten nach dem Proporz vorgesehen. So haben u. a. Graz, Linz, Salzburg und Wiener Neustadt Proporz-Regelungen und damit Stadträte, die der Opposition angehören.

### Zitate
„Das Gleichgewichtsprinzip ist ein so charakteristischer Bestandteil der österreichischen Innenpolitik und damit der Organisation der Verwaltung in Bund, Ländern, Gemeinden und in öffentlicher Hand befindlicher Unternehmen geworden, daß man mit gutem Grunde sagen könnte, daß die meisten Bestimmungen des formellen Verfassungsrechts, einschließlich der republikanischen Staatsform, ohne tiefgreifende Folgen geändert werden könnten, solange nur dieses Prinzip in Kraft bleibt, während die Rückkehr zur freien politischen Konkurrenz einer Revolution gleich käme, obwohl dazu nicht ein Komma im Verfassungstext geändert werden müßte.“

„Mein Vetter hatte einen hohen Posten, er war Polizeiarzt. Er sei zufrieden, sagte er mir. Er könne zwar nie einen Posten kriegen, wenn nicht ein Schwarzer auch einen kriegt, aber er könne auch nicht hinausgeschmissen werden, wenn nicht ein Schwarzer auch hinausgeschmissen wird.“

## Schweiz
Der Begriff Proporz wird in der Schweiz für die proportionale Vertretung, auch aller Bürger (Stimmberechtigten, Stimmbürger) verwendet. Daher auch Proporzwahl (Verhältniswahl).

## Südtirol
In Südtirol bezeichnet der Begriff Proporz die gesetzlich garantierte Verteilung der öffentlichen Mittel (regionales Haushaltsbudget, Arbeitsplätze im öffentlichen Dienst, öffentliche Sozialleistungen) an die drei anerkannten Sprachgruppen (deutsch, italienisch, ladinisch). siehe Ethnischer Proporz (Südtirol).

## Deutschland und Schweiz

### Frauenproporz
Die Grünen in der Bundesrepublik Deutschland führten den so genannten Frauenproporz (Frauenquote) bei ihren Vorstandsgremien und ihren Kandidatenlisten für die Parlamente ein. Dieser sollte dafür sorgen, dass mindestens 50 % der Vorstandsposten und der Mandate an Frauen gehen. Dabei sei aber darauf hingewiesen, dass die Grünen deutlich weniger als 50 % weibliche Mitglieder haben, sodass diese Regelung effektiv eine Begünstigung der Frauen gegenüber den Männern in der Partei darstellt.
An diesem Prinzip wird aus verschiedenen Gründen Kritik geübt. Seine Anwendung kann mitunter dazu führen, dass die Männer verbissener um die für sie gebliebenen Männerplätze kämpfen oder dass Minderheiten, denen man vorher einen gewissen Proporz zugestanden hatte, nicht mehr in gleichem Maße zum Zuge kommen. Auch wird befürchtet, dass Frauen mitunter in ihrer Eigenschaft als Frauen und nicht ausschließlich auf Grund ihrer eigenen Fähigkeiten und Qualitäten gewählt werden.
Ähnliche Quotenregelungen kommen auch bei der Partei Die Linke zum Einsatz.
Über eine gleichberechtigte Doppelspitze aus einem Mann und einer Frau in der Parteiführung verfügen heute Bündnis 90/Die Grünen (seit 1991, zuvor immer mindestens eine Frau an der Dreifachspitze), Die Linke (seit 2010), die Sozialdemokratische Partei Deutschlands (SPD, seit 2019) und die Sozialdemokratische Partei der Schweiz (SP, seit 2020).
Auch die Grüne Partei der Schweiz (GPS) wendet eine Frauenquote an, hat aber nur einen Vorsitzenden.

### Regionalproporz
Personalentscheidungen in der Politik werden in Deutschland auch vom so genannten Regionalproporz beeinflusst. Ein bekanntes Beispiel sind die Kabinettsbesetzungen auf Landesebene in Bayern durch die CSU, bei denen für die Wahl der Minister deren Herkunft aus den verschiedenen Regionen des Freistaats Bayern eine gewichtige Rolle spielt.
Aber auch auf Bundesebene und bei anderen Parteien als der CSU kann Regionalproporz bei der Besetzung von Spitzenpositionen den Ausschlag geben.